# Тоёока
Тоёо́ка (яп. 豊岡市 Тоёока-си) — японский город на острове Хонсю на побережье Японского моря, расположенный в префектуре Хиого, севернее города Тоттори. Морской порт. Образован 1 апреля 1950 года в результате слияния трёх сёл в город. 1 апреля 2005 года произошло новое административное упорядочение города Тоёока, в результате которого в него влились посёлки Киносаки, Хидака и Такэно уезда Киносаки, а также Идзуси и Танто уезда Идзуси. Площадь города составляет 697,66 км², население — 82 572 человека (1 августа 2014), плотность населения — 118,36 чел./км². К достопримечательностям города можно отнести Замок Идзуси, горячие минеральные источники Киносаки-онсэн, Мемориальный музей художника Ито Киёнаги (яп. 伊藤清永美術館).

## Известные уроженцы и жители
- Ито Киёнага (1911-2001), японский художник, мастер обнажённой натуры.